# Даутли (дем Даутбал)
Вижте пояснителната страница за други значения на Даутли.
Даутли (на гръцки: Μονόλοφο, Монолофо, катаревуса Μονόλοφον, Монолофон, до 1926 година Δαουτλή, Даутли) е село в Гърция, част от дем Даутбал, област Централна Македония с 448 жители (2001).

## География
Селото е разположено в областта Вардария в Солунското поле на левия бряг на река Галик (Галикос), в североизточното подножие на планината Балджа.

## История
След Междусъюзническата Даутли попада в Гърция. Населението му се изселва и на негово място са настанени гърци бежанци. Според преброяването от 1928 година Даутли е бежанско село с 35 бежански семейства и 123 души. В 1926 година селото е преименувано на Монолофо.